# ヒューストン映画批評家協会
ヒューストン映画批評家協会（Houston Film Critics Society）は、テキサス州ヒューストンを拠点とする映画批評家協会である。2007年に設立され、ヒューストンの新聞、ラジオ、テレビ、インターネット・パブリケーションに属する22名の映画評論家が所属している。

## ヒューストン映画批評家協会賞
協会は毎年、ヒューストン映画批評家協会賞のセレモニーをヒューストン美術館にて行っている。

### 授賞式
- 第1回 - 2007年[3]
- 第2回 - 2008年[4]
- 第3回 - 2009年[5]
- 第4回 - 2010年[6]
- 第5回 - 2011年
- 第6回 - 2012年
- 第7回 - 2013年